# Chironius flavopictus
Chironius flavopictus – gatunek węża z rodziny połozowatych (Colubridae). Występuje w północno-zachodniej Ameryce Południowej oraz w Ameryce Centralnej. Prowadzi dzienny, częściowo nadrzewny tryb życia.

## Systematyka
Takson ten po raz pierwszy zgodnie z zasadami nazewnictwa binominalnego opisał w 1909 roku austriacki zoolog Franz Werner w Jahrbuch der Hamburgischen Wissenschaftlichen Anstalten. Autor nadał wężowi nazwę Herpetodryas carinatus var. flavopicta, a jako miejsce typowe wskazał Guayaquil w Ekwadorze. Holotyp zaginął, lektotyp „ZIMH R 00651” został wyznaczony w 1995 roku przez Dixona i współpracowników.

### Etymologia
- Chironius: w mitologii greckiej Chiron (gr. Χείρων Cheírōn, łac. Chiron) był najmądrzejszym i najbardziej cywilizowanym z centaurów[6].
- flavopictus: łac. flavus – „żółty”,  łac. pictus – „malowany”[3].

## Morfologia
Jest to średniej wielkości wąż o małej głowie, której szerokość jest podobna do szerokości szyi, dużych oczach o tęczówkach jasnoszarych, szarobrązowych lub ciemnoszarych z jaśniejszym wąskim pierścieniem otaczającym czarną źrenicę. Ubarwienie tego gatunku różni się w zależności od regionu występowania. Górne części ciała od czarnych poprzez brązowe, szarobrązowe, szarozielone, oliwkowe do oliwkowozielonkawych. Na grzbiecie mogą występować jasne plamy od białych poprzez jasnopomarańczowe, złocistopomarańczowe, jasnobrązowe, bladożółte do żółtobrązowych. Górna część głowy ciemna, spód głowy biały. Dolne części ciała jaśniejsze, od strony głowy od koloru kości słoniowej, żółtawobiałego, jasnożółtego lub jasnopomarańczowego, a ciemniejsze w kierunku kloaki od koloru kości słoniowej z odcieniem zielonkawym poprzez jasnopomarańczowy, żółtawoszary, pomarańczowożółty lub zielonkawoniebieski. Spód ogona żółtoszary, żółty, złoty, jasnopomarańczowy lub jasnożółty. Część osobników ma jasnożółtą lub jasnobrązową pręgę grzbietową. Węże tego gatunku są podobne do Chironius exoletus i Chironius grandisquamis.
Wymiary:
|                          | Samiec | Samica |
| Długość całkowita (mm)   | 2054   | 2013   |
| Długość SVL (mm)         | 1388   | 1377   |
| Łuski grzbietowe (rzędy) | 12     | 12     |

## Występowanie
Występuje wzdłuż wybrzeża Pacyfiku od południowej Kostaryki poprzez Panamę, zachodnią Kolumbię do środkowego Ekwadoru. W Ekwadorze stwierdzono jego występowanie w prowincjach Esmeraldas, Guayas, Los Ríos, Manabí, Pichincha i Santo Domingo de los Tsáchilas. Jest zwykle spotykany w przedziale wysokości 0–750 m n.p.m.

## Ekologia i zachowanie
Gatunek ten występuje zwykle w tropikalnych wilgotnych lasach nizinnych pierwotnego i wtórnego wzrostu, lasach galeriowych, na plantacjach oraz ogrodach w strefie międzyzwrotnikowej. Prowadzą dzienny, mieszany tryb życia naziemny i nadrzewny. W nocy śpią zwinięte na roślinności podszytu lub drzewach na wysokościach od 0,3 m do 15 m nad ziemią, zazwyczaj w pobliżu zbiorników wodnych. Jego dieta składa się wyłącznie z płazów bezogonowych (m.in. z rodzajów Phyllomedusa, Smilisca, Leptodactylus i Pristimantis).

## Status
W Czerwonej księdze gatunków zagrożonych IUCN Chironius flavopictus jest uznawany za gatunek niedostatecznie rozpoznany (DD, ang. Data Deficient). Wielkość populacji nie jest oszacowana, a gatunek ten opisywany jest jako mniej  pospolity jak wcześniej. Trend liczebności populacji jest prawdopodobnie spadkowy.